# Oidiodendron rhodogenum
Oidiodendron rhodogenum är en svampart som beskrevs av Robak 1932. Oidiodendron rhodogenum ingår i släktet Oidiodendron och familjen Myxotrichaceae.   Inga underarter finns listade i Catalogue of Life.